# Liste der mexikanischen Botschafter in Russland
Diese Liste der mexikanischen Botschafter in Russland und der Sowjetunion enthält die Diplomaten aus Mexiko, die in der Zeit von 1864 bis 2011 in der ehemaligen Sowjetunion und in Russland als Botschafter tätig und akkreditiert waren und sind.

## Liste
| Ernennung     | Akkreditierung | Name                                        | Bemerkungen         | ernannt von                   | akkreditiert bei der Regierung | Posten verlassen |
| ------------- | -------------- | ------------------------------------------- | ------------------- | ----------------------------- | ------------------------------ | ---------------- |
| 21. Juni 1864 | 5. Sep. 1864   | Francisco Serapio Mora                      |                     | Maximilian I.                 | Alexander II.                  | 8. Dez. 1867     |
| 15. Jan. 1891 | 23. Dez. 1891  | Pedro Rincón Gallardo y Terreros            |                     | Porfirio Díaz                 | Alexander III.                 | 17. Juli 1893    |
| 11. Okt. 1899 |                | Pedro Rincón Gallardo y Terreros            |                     | Porfirio Díaz                 | Alexander III.                 |                  |
| 25. Sep. 1901 |                | Miguel Covarrubias Acosta                   | Geschäftsträger     | Porfirio Díaz                 | Nikolaus II.                   | 23. Apr. 1903    |
| 2. Mai 1903   |                | Enrique Olarte                              | Geschäftsträger     | Porfirio Díaz                 | Nikolaus II.                   |                  |
| 22. Apr. 1904 |                | Ramón G. Pacheco                            | Geschäftsträger     | Porfirio Díaz                 | Nikolaus II.                   |                  |
| 1. Feb. 1907  |                | Carlos Américo Lera                         |                     | Porfirio Díaz                 | Nikolaus II.                   |                  |
| 9. Jan. 1912  |                | Bartolomé Carbajal y Rosas                  |                     | Francisco Madero              | Nikolaus II.                   | 19. Apr. 1913    |
| 8. Mai 1913   | 3. Juni 1913   | Miguel Covarrubias Acosta                   |                     | Victoriano Huerta             | Nikolaus II.                   | 29. Okt. 1913    |
| 30. Dez. 1913 |                | Balbino Dávalos                             |                     | Victoriano Huerta             | Nikolaus II.                   | 31. Aug. 1914    |
| 5. Sep. 1914  |                | Miguel Covarrubias Acosta                   | Geschäftsträger     | Venustiano Carranza           | Nikolaus II.                   | 20. Jan. 1915    |
| 1. Mai 1915   |                | Isidro Fabela                               | Agente Confidencial | Venustiano Carranza           | Nikolaus II.                   | 4. Aug. 1915     |
| 4. Aug. 1915  |                | Juan Sánchez-Azcona y Díaz Covarrubias      | Agente Confidencial | Venustiano Carranza           | Nikolaus II.                   | 17. Apr. 1917    |
| 1. Nov. 1924  | 19. Nov. 1924  | Basilio Vadillo                             |                     | Plutarco Elías Calles         | Rykow                          | 8. Mai 1928      |
| 1. Jan. 1929  |                | Jesús Silva Herzog                          |                     | Emilio Portes Gil             | Rykow                          | 1. März 1930     |
| 6. Jan. 1930  |                | Fernando Matty Sauvinet                     | Geschäftsträger     | Pascual Ortiz Rubio           | Rykow                          | 22. Jan. 1930    |
| 1. Jan. 1943  | 12. Apr. 1943  | Luis Quintanilla del Valle                  |                     | Manuel Ávila Camacho          | Molotow                        | 1. Aug. 1943     |
| 1. Aug. 1943  |                | Luis Quintanilla del Valle                  |                     | Manuel Ávila Camacho          | Molotow                        | 7. Apr. 1945     |
| 1. Nov. 1943  |                | Narciso Bassols                             |                     | Manuel Ávila Camacho          | Molotow                        |                  |
| 1. Aug. 1946  | 18. Okt. 1946  | Luis Sánchez Pontón                         |                     | Miguel Alemán Valdés          | Molotow                        | 13. März 1947    |
| 13. März 1947 | 9. Mai 1947    | Luciano José Joublanc Rivas                 |                     | Miguel Alemán Valdés          | Josef Stalin                   | 30. Aug. 1949    |
| 1. Feb. 1950  |                | Germán L. Rennow Hay                        | Geschäftsträger     | Miguel Alemán Valdés          | Stalin                         |                  |
| 12. Sep. 1953 |                | José Maximiliano Alfonso de Rosenzweig Díaz |                     | Adolfo Ruiz Cortines          | Stalin                         | 31. Dez. 1959    |
| 28. Dez. 1959 |                | Ernesto Madero Vázquez                      | Geschäftsträger     | Adolfo López Mateos           | Malenkow                       | 11. Dez. 1961    |
| 27. Juli 1961 | 6. Okt. 1961   | Gabriel Lucio Argüelles                     |                     | Adolfo López Mateos           | Bulganin                       |                  |
| 1. Feb. 1965  | 15. Apr. 1965  | José Ezequiel Iturriaga                     |                     | Gustavo Díaz Ordaz            | Chruschtschow                  | 2. Jan. 1967     |
| 1. Jan. 1967  |                | Carlos Zapata Vela                          |                     | Gustavo Díaz Ordaz            | Chruschtschow                  |                  |
| 18. Mai 1971  |                | Alfonso Herrera-Salcedo González            | Geschäftsträger     | Luis Echeverría Álvarez       | Breschnew                      | 10. Apr. 1972    |
| 1. März 1972  | 10. Apr. 1972  | Roque Antonio González Salazar              |                     | Luis Echeverría Álvarez       | Breschnew                      | 1. März 1975     |
| 7. Feb. 1975  | 13. Mai 1975   | Víctor Flores Olea                          |                     | Luis Echeverría Álvarez       | Breschnew                      | 1. Jan. 1977     |
| 14. März 1977 | 29. März 1977  | Rogelio Martínez Aguilar                    |                     | José López Portillo           | Breschnew                      | 31. März 1980    |
| 28. Feb. 1980 |                | Antonio Carrillo Flores                     |                     | José López Portillo           | Breschnew                      | 5. Okt. 1981     |
| 5. Okt. 1981  | 20. Okt. 1981  | Jorge Díaz Serrano                          |                     | José López Portillo           | Breschnew                      | 16. Apr. 1982    |
| 15. Apr. 1982 | 1. Mai 1982    | Gustavo Romero Kolbeck                      |                     | Miguel de la Madrid Hurtado   | Breschnew                      | 21. Dez. 1982    |
| 15. März 1982 |                | Antonio Dueñas Pulido                       | Geschäftsträger     | Miguel de la Madrid Hurtado   | Breschnew                      | 19. Aug. 1983    |
| 1. März 1983  |                | Horacio Flores de la Peña                   |                     | Miguel de la Madrid Hurtado   | Breschnew                      | 25. Apr. 1988    |
| 20. Apr. 1988 |                | Juan José Bremer                            |                     | Carlos Salinas de Gortari     | Breschnew                      | 13. Aug. 1990    |
| 23. Juni 1988 |                | Fernando Escamilla Márquez                  | Geschäftsträger     | Carlos Salinas de Gortari     | Breschnew                      |                  |
| 21. Juli 1990 |                | Carlos Tello Macías                         |                     | Carlos Salinas de Gortari     | Tschernenko                    |                  |
| 3. März 1994  |                | Juan Pablo Duch Martínez                    | Geschäftsträger     | Ernesto Zedillo Ponce de León | Gorbatschow                    | 6. Apr. 1995     |
| 15. Nov. 1994 |                | José Arturo Trejo Nava                      | Geschäftsträger     | Ernesto Zedillo Ponce de León | Gorbatschow                    | 17. März 1996    |
| 2. Feb. 1995  | 6. Apr. 1995   | José Ángel Abelardo Treviño Martínez        |                     | Ernesto Zedillo Ponce de León | Gorbatschow                    | 28. Mai 1999     |
| 13. Sep. 1999 | 15. Mai 2000   | Luciano Eduardo Joublanc Montaño            |                     | Ernesto Zedillo Ponce de León | Jelzin                         |                  |
| 30. März 2007 | 11. Dez. 2007  | Alfredo Rogerio Pérez Bravo                 |                     | Felipe Calderón Hinojosa      | Putin                          |                  |